# جسر سان فرانسيسكو-أوكلاند
جسر سان فرانسيسكو - أوكلاند أحد أهم الجسور البارزة في العالم، حيث بني سنة 1937، مكون من طابقين ولكن نظرا إلى تعرضه لزلزال لوما بريتا، في عام 1989 والذي وصلت قوته إلى 7.1 درجة على سلم ريختر مما أدى إلى تدمير الامتداد الشرقي للجسر إذ إنهار الطابق العلوي على الطابق السفلي.
وبعد الدراسات التي قام بها قسم كاليفورنيا للنقل (caltrans) اتفقوا مع خبراء الزلازل بان هناك زلزال كبير آخر من المحتمل ان يحدث في وقت ما من 30 سنة القادمة ورأت (caltrans) بأن بناء امتداد شرقي جديد بدءا من تجديد أجزاء الجسر الحالي سيكون أكثر أمناً وفعالية.
اعتبر جسر الخليج سان فرانسيسكو الذي بلغ طوله 13كلم في ذلك الوقت من أطول الجسور وأعلاها. ويُعتبر اليوم أحد أطول الجسور المُعلَّقة في العالم.

## تصميم الجسر
لقد صممت عملية التجديد لان تنفذ أثناء عمله
ويقتضي التصميم بان بناء الجسر البديل يقع على بعد 150م من شمال الامتداد الشرقي الحالي بطوابق متوازية وممتدة ب17م وسيضم5طرق مرورية في كل اتجاه وايضانظام عبور السكة الحديدية وبناء طريق خاص للمشاة وسائقي الدراجات.
ان تصميم الجسر هوعمل مشترك بين (T.Y.Lin)الدولي في سان فرانسيسكو و (Moffat and Nichol)في لوس انجلوس ولتتم إقامة المشروع يجب البناء في (YBI) يتكون من بنائين فولاذيين مؤقتين وذلك لضم الطرق الملتوية خلال القيام بتنفيذ البناء البديل.
يقدم جسر الخليج الشرقي اربع مكونات أساسية صممت لمقاومة الزلازل وتتمثل في جسرين مثبتين باسلاك وجسرين معلقين ومثبتين ذاتيا.

## اعتبارات الامان التي يجب الاخذبها
على لجنة التوصيات الاخذ باعتبارين أساسين لضمان الامان.
- الزلازل:

ان الخطر الزلزالي للبناءالجديد ياتي بشكل رئيسي من Hay ward fault الذي يولد زلزال بقوة 7.5حسب مقياس ريختر وأيضا من سان اندرياس فولت والتي تولد زلزال بقوة 8.1 على سلم ريحتر.
ونتيجة هذا ظهر مايعرف بتقييم فعالية الزلزال (FEE)وتقييم الامان الزلزالي (SEE)
- الرياح:

وهي أيضا تعد عاملا في تصميم المدى بين الدعائم ولضمان الاستقرار الريحي للجسر المعلق تقام اختبارت لنفق هوائي في القسم النموذجي الموجود في كاليفورنيا.

## مكونات الجسر
- امتداد رئيسي: يبلغ طوله382م.
- امتداد خلفي: وطوله180م.
- يشمل أربعة أعمدة فولاذية وصل ببعضه عن طريق وصلات قص فولاذية.
- أعضاء صندوقية متصلبة ومستدقة.
- انبوب فولاذي: الذي يغرس في الصخرة.
- الكبل: يبلغ طوله0.78مثبت على الجسر في الانحناء الشرقي.
- صناديق الحديد: مصممة بطريقة تسمح له بالتحرك.
- الهيكل العلوي: يتكون من صناديق فولاذية مزدوجة.
- العوارض الصندوقية: موصولة ببعضها البعض 10م وبعمق 5.5م.
- المساند الحلزونية: لإضافة ضغط مسبقة الشد.
- الدعمات الشرقية: وهي مكونة من عناصر.

- أعمدة من السمنت المسلح: وذلك لتجنب ضعف القص أثناء الشد.
- أكثر من16 ركيزة مغلفة بالفولاذ.
- الدعمات الغربية: هي عبارة عن أعمدة اسمنت مسلح غلفة بطبقة فولاذ لتحسين قابلية اللدونة.

## إنشاء البناء
إن إنشاء بناء مقطع من قبل فريق (CIP)قد اتم من اجل (Skyway)وتستخدم في ذلك خرسانة من الوزن المتوسط من اجل الهيكل العلوي ماعدى الجانب اللوح المائل التي تستخدم من اجلهاخرسانة من الوزن الخفيف وان 28يوم لقوة الخرسانة هي 50Mpa لكلا الخرسانتين.
ان الإنشاء التقني والمنطقي يلائم الشكل المنظم لعارضة الامتداد الرئيسي.
التصميم النهائي للامتداد الشرقي لجسر الخليج الجديد في سان فرانسيسكو يعد تصميمابداعياللتعامل مع الزلازل ومعاير الحمل الهوائي والموقع الجغرافي.
لذلك فان جسر الخليج (اوكلاند) ليس مجردجسر عادي بل هو شيء مميز لسكان المنطقة خاصة والهندسة المدنية عامة.

## معرض صور

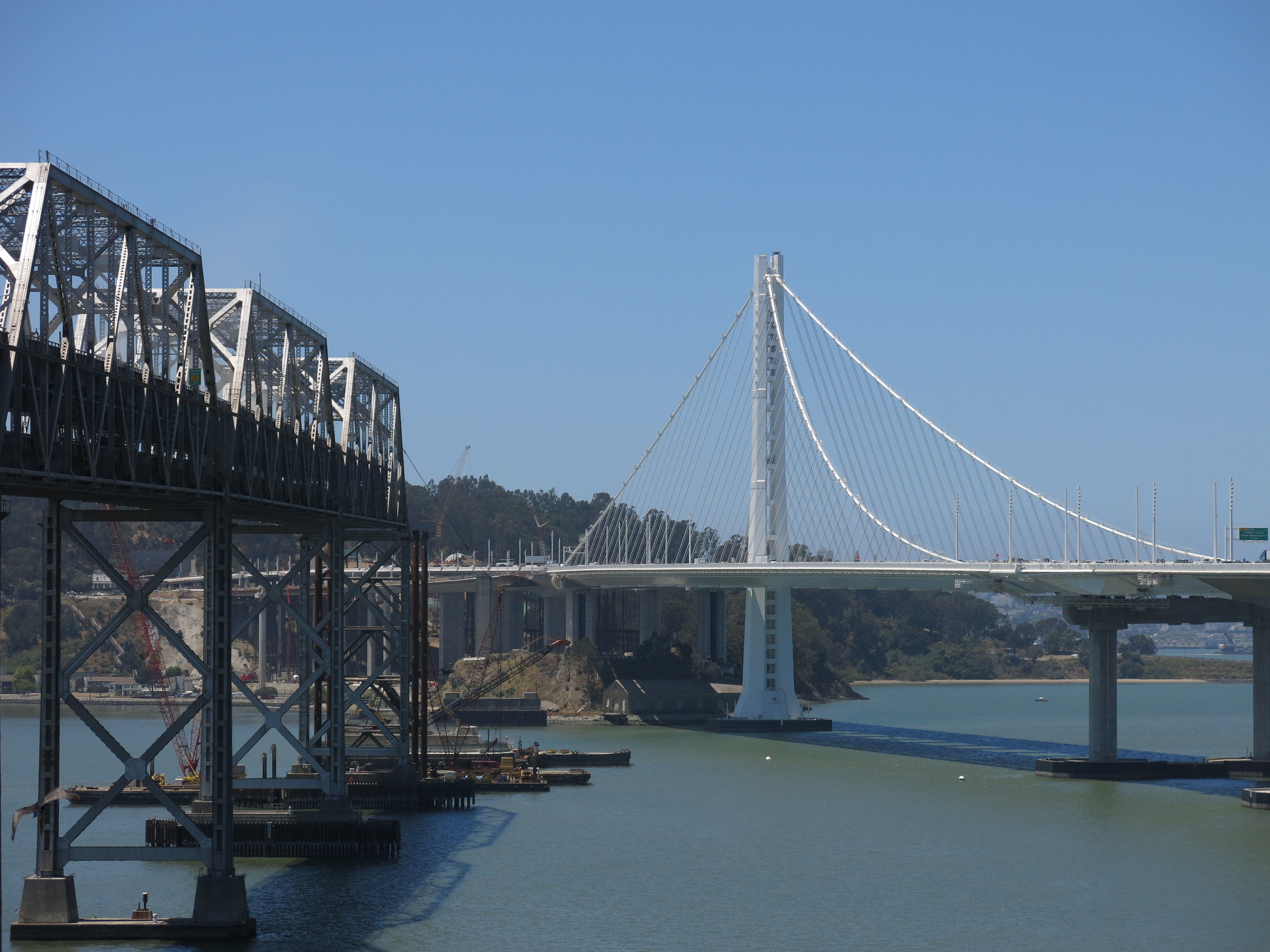
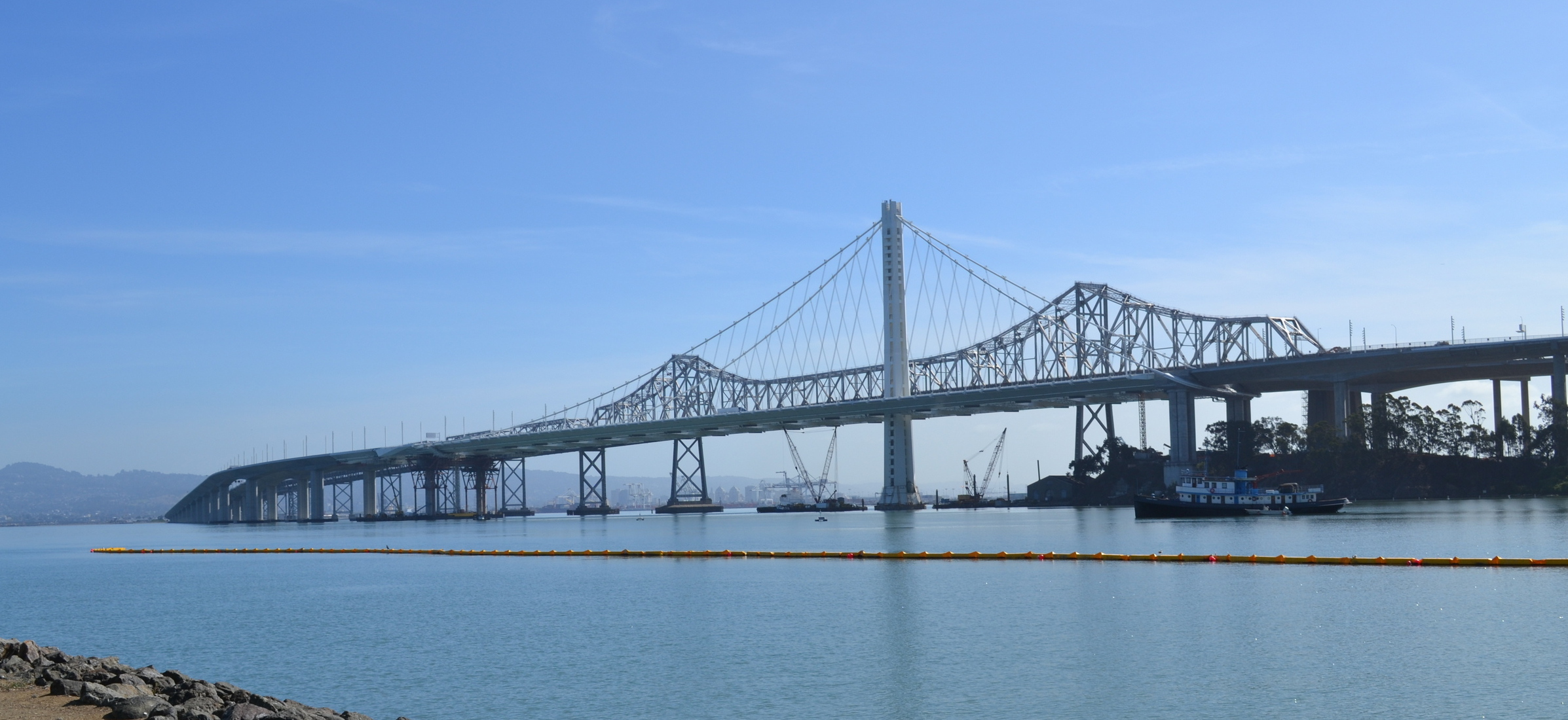
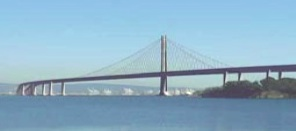
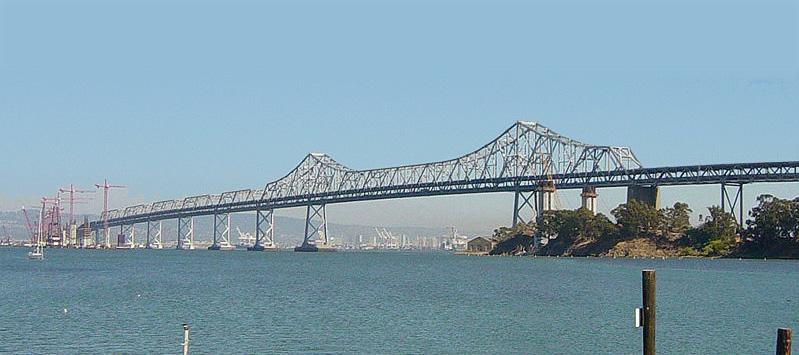
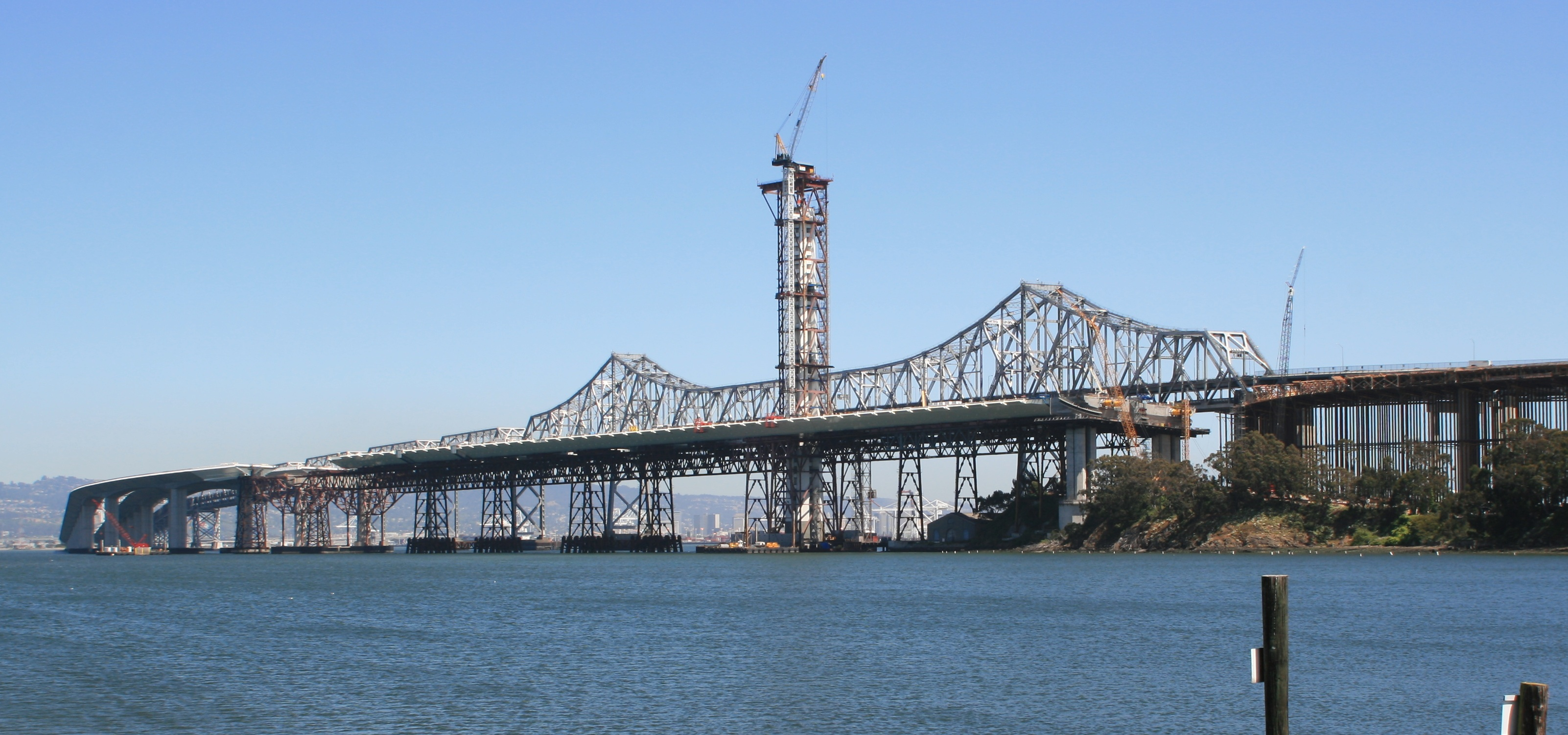

## مقالات ذات صلة
- قائمة الجسور البارزة